# Esakiozephyrus irma
Esakiozephyrus irma är en fjärilsart som beskrevs av Evans 1925. Esakiozephyrus irma ingår i släktet Esakiozephyrus och familjen juvelvingar. Inga underarter finns listade i Catalogue of Life.